# Hans Urs von Balthasar
Hans Urs von Balthasar, född 12 augusti 1905 i Luzern, Schweiz, död 26 juni 1988 i Basel, Schweiz, var en schweizisk jesuit och teolog, utnämnd till kardinal av Romersk-katolska kyrkan, men han hann aldrig tillträda före sin död. Han är en av 1900-talets främsta katolska teologer, om än kontroversiell. 

## Biografi
Efter studier vid universiteten i Wien, Berlin och Zürich, doktorerade Balthasar i tysk litteratur vid det senare lärosätet 1928 med sin avhandling Geschichte des eschatologischen Problems in der modernen deutschen Literatur. 1929 inträdde han i jesuitorden, och prästvigdes 1936. 1944 grundade han tillsammans med Adrienne von Speyr Johannesgemenskapen (Johannesgemeinschaft), en lekmannaorden. Efter konflikter med de konservativa bland jesuiterna, utträdde han ur denna orden 1950 eftersom han sade att Gud kallat honom att verka i Johannesgemenskapen; därmed förlorade han sin position och rätt att undervisa. Detta innebar att han fortfarande var präst, men saknade kyrklig tillförordning (inkardination). Hans namn som teolog ledde trots allt till att påve Johannes Paulus II utnämnde honom till kardinaldiakon av San Nicola in Carcere 1988. Två dagar före installationen, den 26 juni, avled Balthasar i sitt hem i Basel. Vid begravningen närvarade bland andra dåvarande kardinal Joseph Ratzinger.

## Eftermäle
Balthasar räknas som en av de mest inflytelserika teologerna under 1900-talet. Liksom Karl Rahner och Bernard Lonergan, två andra, samtida framstående teologer, sökte han på kristna grunder skapa ett intellektuellt bemötande av modernismens reduktionism och antropocentrism, i en strävan efter att utmana filosofins antaganden. I sitt förhållningssätt, källval och intresseområde, är Balthasar en eklektiker. Ett exempel på detta är hans dialog med den reformerte teologen, landsmannen Karl Barth, vars arbeten Balthasar var den förste katolik att analysera. Än mera kontroversiell var hans bok Mysterium Paschale, i vilken han hävdar att helvetet kan vara tomt.
Mest känd är sannolikt hans trilogi i sju band, Herrlichkeit, Theodramatik och Theologik som behandlar ämnena teologisk estetik, teistisk dramatik samt förhållandet mellan kristologi och ontologi. Han har även skrivit om helgon och kyrkofäder, företagit litterära analyser, och mycket mera. Därtill medgrundade han 1972 den katolska teologiska tidskriften Communio, med dåvarande kardinal Ratzinger, Henri de Lubac, och Walter Kasper. 
Balthasar skrev cirka 90 böcker och 550 artiklar.